# لوغلان
لوغلان هي لغة منطقية تم تصميمها في الأصل للبحث في علم اللغويات، لا سيما للتحقيق في فرضية سابير وورف. تم تطوير اللغة بدايةً في عام 1955 من قبل د. جيمس كوك براون بهدف جعل لغة مختلفة تمامًا عن اللغات الطبيعية بحيث يفكر الأشخاص الذين يتعلمونها بطريقة مختلفة إذا كانت الفرضية صحيحة. في عام 1960 نشرت مجلة سينانتقك أميركان (بالإنجليزية: Scientific American) مقالاً يقدم هذه اللغة. لوغلان هي الأولى والمصدر الإلهام الرئسي من بين اللغات المعروفة باللغات المنطقية، والتي تشمل أيضًا اللوجبان.
أسس براون معهد لوغلان (بالنجليزية: The Loglan Institute) (TLI) لتطوير اللغة وتطبيقاتها الأخرى. لطالما اعتبر براون اللغة مشروعًا بحثيًا غير مكتمل، وعلى الرغم من أنه أصدر العديد من المنشورات حول تصميمها، إلا أنه استمر في المطالبة بفرض قيود قانونية لاستخدامها. لهذا السبب قامت مجموعة من أتباعه فيما بعد بتشكيل مجموعة اللغة المنطقية لإنشاء لغة اللوجبان وفقًا لنفس المبادئ ولكن بهدف إتاحتها مجانًا وتشجيع استخدامها كلغة حقيقية.
يستخدم أنصار لغة اللوجبان مصطلح اللوغلان كمصطلح عام للإشارة إلى كل من لغتهم الخاصة ولغة الوغلان الخاصة ببراون، والتي يشار إليها باسم «م. ل. اللوغلان (بالإنجيزية: TLI Loglan)» عندما يحتاجون إلى توضيح. على الرغم من أن مصطلح لوغلان غير قابل للاستخدام التجاري تم تأييده في النهاية من قبل مكتب براءات الاختراع والعلامات التجارية بالولايات المتحدة، فإن العديد من مؤيدي وأعضاء معهد لوجلان يجدون هذا الاستخدام مسيئًا ويحتفظون بـاللوغلان للإصدار TLI الخاص باللغة.

## الأهداف
تم إنشاء اللغة المنظقية لوغلان للتحقق فيما إذا كان الأشخاص الذين يتحدثون «لغة منطقية» سيفكرون بطريقة أكثر منطقية كما تتوقع فرضية سابير وورف. وتم بناء قواعد اللغة على أساس منطقي. كان القصد من القواعد أن تكون صغيرة بما يكفي لتكون قابلة للتعليم والإدارة، وبنفس الوقت أن تكون معقدة بما يكفي للسماح للناس بالتفكير والتحدث في اللغة.
قَصد براون أن تكون لغة لوغلان محايدة ثقافيًا وطبيعية قدر الإمكان، مما يعني أن يتم إبقاء التصنيفات الأساسية عند الحد الأدنى. من الأمثلة على التصنيفات الأساسية في اللغة الإنجليزية هو زمن الأفعال، لأنه من المستحيل التعبير عن فعل محدود دون التعبير أيضًا عن زمن حدوثه.
بالإضافة إلى ذلك قصد براون أن تكون اللغة منتظمة تمامًا وغير مبهمة. ويمكن صياغة كل جملة بطريقة واحدة فقط. علاوة على ذلك، تم تصميم البنية المقطعية للكلمات بحيث يمكن فصل سلسلة من المقاطع إلى كلمات بطريقة واحدة فقط، حتى لو لم يكن الفصل بين الكلمات واضحًا في الوقفات في الكلام. وتحتوي اللغة على عدد صغير من الحروف الصوتية، لذلك من غير المرجح أن تُنْتَج «اللهجات» الإقليمية كلامًا غير مفهوم. ولتسهيل تعلم المفردات، تم إنشاء الكلمات بحيث تحتوي على عناصر مشتركة مع الكلمات اللغات الثماني الأكثر انتشارًا في العالم.

## الأبجدية والنطق
أبجدية لغة لوغلان لها نسختان تاريخيتان. الأولى في عام 1975 كان هناك 21 حرفًا فقط مع الأحرف الصوتية المقابلة لها. والنسخة النهائية في عام 1989 تم دمج خمسة أحرف صوتية أخرى: تمت إضافة الحرف H (/ h /) إلى الأبجدية في عام 1977 بناءً على الطلب الشعبي؛ وتمت إضافة الحرف Y (/ ə /) في عام 1982 ليعمل كنوع من الواصلة بين مصطلحات الكلمة المعقدة؛ تمت إضافة الأحرف Q (/ θ /) و W (/ y /) و X (/ x /) في عام 1986 للسماح بدمج مفردات علم الأحياء لِينيان، وكانت مفيدة لنطق الأسماء المستعارة بدقة أعلى.
| أحروف الكبيرة | A | B | C | D | E | F | G | H | I     | J | K | L | M | N | O | P | Q | R | S | T | U     | V | W | X | Y | Z |
| أحرف صغيرة    | a | b | c | d | e | f | g | h | i     | J | k | l | m | n | o | p | q | r | s | t | u     | v | w | x | y | z |
| فونيمات IPA   | a | b | ʃ | d | ɛ | f | g | h | i / j | ʒ | k | l | m | n | o | p | θ | ɹ | s | t | u / w | v | y | x | ə | z |

|         |           | شفوي        | الأسنان     | اللسان وسقف الفم | الحنك مع سقف اللسان والفم | حنكي        | حلقي        | مزماري      |
| ------- | --------- | ----------- | ----------- | ---------------- | ------------------------- | ----------- | ----------- | ----------- |
| الأنف   | الأنف     | M ‎/[[\|m]]/‏ |             | N ‎/[[\|n]]/‏      |                           |             |             |             |
| انفجاري | لا صوت له | P ‎/[[\|p]]/‏ |             | T ‎/[[\|t]]/‏      |                           |             | K ‎/[[\|k]]/‏ |             |
| انفجاري | أعرب      | B ‎/[[\|b]]/‏ |             | D ‎/[[\|d]]/‏      |                           |             | G ‎/[[\|ɡ]]/‏ |             |
| احتكاكي | لا صوت له | F ‎/[[\|f]]/‏ | Q ‎/[[\|θ]]/‏ | S ‎/[[\|s]]/‏      | C ‎/[[\|ʃ]]/‏               |             | X ‎/[[\|x]]/‏ | H ‎/[[\|h]]/‏ |
| احتكاكي | أعرب      | V ‎/[[\|v]]/‏ |             | Z ‎/[[\|z]]/‏      | J ‎/[[\|ʒ]]/‏               |             |             | H ‎/[[\|h]]/‏ |
| تقريبي  | تقريبي    | U ‎/[[\|w]]/‏ |             | L ‎/[[\|l]]/‏      |                           | I ‎/[[\|j]]/‏ |             |             |
| مرقق    | مرقق      |             |             | R ‎/[[\|ɹ]]/‏      |                           |             |             |             |

|          |               | أمامي       | وسطي        | خلفي        |
| -------- | ------------- | ----------- | ----------- | ----------- |
| مغلق     | الفم غير مدور | I ‎/[[\|i]]/‏ |             |             |
| مغلق     | الفم مدور     | W ‎/[[\|y]]/‏ |             | U ‎/[[\|u]]/‏ |
| نصف مغلق | نصف مغلق      | E ‎/[[\|ɛ]]/‏ | Y ‎/[[\|ə]]/‏ | O ‎/[[\|o]]/‏ |
| مفتوح    | مفتوح         | A ‎/[[\|a]]/‏ | A ‎/[[\|a]]/‏ | A ‎/[[\|a]]/‏ |

- الحرفان I و U عند وضعهما قبل أحرف العلة يمثلان أصوات / j / و / w / على التوالي وفقاً لنظام ال IPA. على سبيل المثال: "ie" تنطق / je / («ماذا؟»)، ue تنطق / we / («ماذا!» كتعبير عن المفاجأة أو الاهتمام).

## القواعد
تحتوي لغة لوغلان ثلاثة أنواع من الكلمات: كلمات خَبرية (وتسمى أيضًا كلمات المحتوى)، وكلمات بنائية (وتسمى أيضًا الكلمات الصغيرة)، والأسماء. غالبية الكلمات هي خَبرية وهذه كلمات تحمل معنى. الكلمات البنائية هي الكلمات التي تعدل الكلمات الخَبرية أو تظهر كيفية ارتباطها ببعضها البعض مثل حروف العطف وحروف الجر في اللغة الإنجليزية.
يمكن تحديد نوع الكلمة من تركيبها. وتحتوي الجمل الخبرية دائمًا مقطعين صوتيين أو أكثر، المقطع الأخير من الكلمة يكون على شكل (حرف ساكن + حرف متحرك) وفي المقاطع الأخرى يكون ترتيب الأحرف على شكل (ساكن + متحرك + ساكن) أو (ساكن + ساكن + متحرك). ومن الأمثلة على الكلمات الخبرية "kanto" و "stari" و "simgroma" و "nirpatretka" وما إلى ذلك. أما الكلمة البنائية تحتوي دائمًا على مقطع صوتي واحد أو أكثر، كل مقطع صوتي يكون عبارة عن أحد الأشكال الأربعة الآتية (حرف متحرك) أو (متحرك + متحرك) أو (ساكن + متحرك) أو (ساكن + متحرك + متحرك). ومن الأمثلة هذه الكلمات البنائية الممكنة: "e" و "ai" و "ga" و "kia" و "lemio" و "inorau" وما إلى ذلك. أمل الأسماء فقد تكون على أي شكل ولكن تنتهي دائمًا بحرف ساكن والذي يميز الأسماء عن الكلمات الأخرى، نظرًا لأن الكلمات الخبرية والبنائية تنتهي دائمًا بحرف متحرك. تتم كتابة الأسماء في لغة لوغلان وفقًا للحروف الصوتين فيها، لذلك إذا كان الاسم أتى من لغة أخرى فقد يختلف تهجئته عن التهجئة في تلك اللغة. إذا انتهى اسم بلغته الأم بحرف متحرك فمن المعتاد إضافة حرف "s" لتشكيل الاسم في لغة لوغلان؛ على سبيل المثال الاسم الإنجليزي "Mary" (ماري) يُكتب في لغة لوغلان كـ "Meris" (ماريس) (يتم نطقه / ˈmɛriːs /).

### الكلمات الخبرية
لا يوجد تمييز في لغة لوغلان بين الأسماء والأفعال والصفات والظروف، قد تعمل الكلمة الخبرية كأي عنصر منهم حسب موقعها في الجملة. كل كلمة خبرية لها هيكل نحوي خصا يأتي في مواقع ثابتة للوسائط النحوي. على سبيل المثال: "vedma" تعني «بيع» ويمكن أن تأتي كأربع وسائط نحوية مختلفة: «البائع»، و«الشيء المباع»، و«المشتري»، و«السعر» بنفس الترتيب. عند استخدام الكلمة الخبرية كفعل بظهر الوسيط النحوية الأول قبل الكلمة الخبرية، وأما الوسائط النحوية الأخرى فتأتي بعدها. لذا فإن "S pa vedma TBP" تعني «S باعَ T إلى B بالسعر P». (الكلمة البنائية "pa" هي دلالة على ان الفعل يدل على ماضي، تم ذكر المزيد من التفاصيل لاحقاً.) ليس من الضروري أن تكون جميع الوسائط النحوية موجود في الجملة؛ على سبيل المثال: "S pa vedma T B" تعني «S باعَ T إلى B» (لم يتم ذكر السعر)، و"S pa vedma T" تعني «S باع T» (بدون ذكر السعر والمشتري) و "S pa vedma" تعني ببساطة «قامَ S بِبيع (شيء ما)».
يمكن استخدام كلمات بنائية معينة لإعادة صياغة وسائط الكلمات الخبرية، لتبرز إحدى الوسائط بوضعتها أولاً. على سبيل المثال تقوم "nu" بتبديل الوسيط الأول والثاني لأي كلمة خبرية. لذا فإن "T pa nu vedma S" تعني نفس الشيء مثل "S pa vedma T" ويمكن ترجمتها «تم بيع T بواسطة S». وبالمثل، تستبدل "fu" الوسيط الأول والثالث، وتستبدل "ju" الوسيط الأول والرابع. وبالتالي "B pa fu vedma TS" تعني «B اشترى Tمن S»، و "P pa ju vedma TB" تعني «تم دفع P لشراء T من قِبَل B».

### الوسائط النحوية
إن الكلمة البنائية "le" تجعل الكلمة الخبرية تتصرف كأسم، بحيث يمكن استخدامه كوسيط لخبر آخر. الكلمة الخبرية المكونة من ثلاثة مواضع "matma" تعني «M هي الأم ل C من الأب F»، لذا فإن "le matma" تعني «الأم». وبالتالي فإن "Le matma pa vedma" تعني «الأم باعت (شيء ما)»، بينما "Le vedma pa matma" تعني «كان البائع أمًا (لشخص ما)».
يمكن استخدام الاسم كتصريف بوضع بالكلمة البنائية "la" قبله. وهكذا فإن "La Adam vedma" تعني «آدم يبيع». على عكس اللغة الإنجليزية والعديد من اللغات الأخرى فإن هذه الكلمة البنائية مطلوبة؛ لا يمكن استخدام اسم بدون إضافات كوسيط. (الجملة "Adam vedma" تأتي بمعنى أمر «آدم بِع (شيء ما)». في هذه الحالة، يتم استخدام الاسم كماندا وليس وسيط.)
يمكن اقتباس الاسم أو أي كلمة أو عبارة أخرى بشكل صريح باستخدام الكلمات البنائية "li" و "lu" لاستخدام الكلمة نفسها بدلاً من الشيء الذي تشير إليه كوسيطة نحوي. وبالتالي فإن "Li Adam lu corta purda" تعني «إن كلمة آدم كلمة قصيرة». بدون اقتباسات li / lu، فإن الجملة "La Adam corta purda"تعني «آدم كلمة قصيرة» (ستدعي أن آدم كشخص بذاته كلمة قصيرة.)

### مُغَيرَات الكلمات الخبرية
يمكن استخدام أي كلمة خبرية كصفة أو ظرف بوضعها قبل التعبير الذي تعدله. الكلمة الخبيرة "sadji" تعني «س أكثر حكمة من ص بخصوص ع». لذا فإن "Le sadji matma pa vedma" تعني «باعت الأم الحكيمة»، و "Le matma vedma pa sadji" تعني «البائع الأم كانت حكيمةً». يمكن تستخدام الكلمة الخبرية ظرفًا لتعديل الكلمة الخبرية الرئيسية في الجملة بنفس الطريقة. لذا فإن "Le matma pa sadji vedma" تعني «باعت الأم بحكمة». يمكن استخدام الكلمة البنائية "go" لعكس ترتيب الكلمات العادي بحيث يتبع المُعدِّل التعبير الذي يتم تعديله. وهكذا فإن "le matma go sadji" (الأم ذات الحكمة) تعني نفس "le sadji matma" (الأم الحكيمة).
سلسلة من أكثر من كملتين خبريتين تكون مترابطة من اليسار. يمكن تغيير هذا الترابط باستخدام الكلمة البنائية "ge"، والتي تربط ما يلي ك مجموعة واحدة. وهكذا يمكن للغة لوغلان أن نميز بين المعاني العديدة الممكنة للعبارة الإنجليزية الغامضة "The pretty little girls' school" (مِن الممكن ان تعني أكثر من معنى في اللعة العربي أيضاً) كما في هذه الأمثلة:
- "le bilti cmalo nirli ckela" تعني بالإنجليزية "the ((pretty little) girls' school)" وتعني بالعربية «المدرسة الفتيات الصغيرات جداً»، هنا المدرسة خاص بالفتيات ذات العمر الصغير جداً.
- "le bilti cmalo ge nirli ckela" تعني بالإنجليزية "the (pretty little) (girls' school)" وتعني بالعربية «مدرسة الفتيات الصغيرة جداً»، وهنا المدرسة هي الصغيرة جداً وهي للفتيات بغض النظر عن العمر.
- "le bilti ge cmalo nirli ckela" تعني بالإنجليزية "the pretty ((little girls') school)" وتعني بالعربية «المدرسة الجميلة للفتيات الصغار»، أما هنا ف المدرسة هي الجميلة وخاصة للفتيات ذات العمر القليل.
- "le bilti ge cmalo ge nirli ckela" تعني بالإنجليزية "the pretty (little girls's school)))" وتعني بالعربية «مدرسة الفتياة الصغيرات الجميلة»، وأخيراً هنا أن المدرسة جميلة وهي للفتيات الصغيرات.

يمكن تعديل الكلمات الخبرية للإشارة إلى الوقت الذي حدثت فيه (كما الأزمنة في الإنجليزية أو العربية) باستخدام الكلمات البنائية الاختيارية "na" للحاضر و "pa" للماضي و "fa" للمستقبل. ومن الأمثلة على ذلك: "Le matma na vedma" تعني «الأم تبيع (الآن)»، بينما "Le matma fa vedma" تعني «الأم سوف تبيع». يعد جعل الفعل خاص بالزمن أمرًا اختياريًا لذا يمكن استخدام كلمة "ga" عندما لا نريد تحديد الوقت الذي حدثت به الكلمة الخبرية. لذا فإن "Le matma ga vedma" تعني «الأم تبيع (في وقت غير محدد في الماضي أو الحاضر أو المستقبل)».

### المتغيرات الحرة
مجموعة من الكلمات البنائية تسمى المتغيرات الحرة مثل الضمائر الإنجليزية، ولكنها مصممة لتجنب الغموض في الضمائر في مثل هذه الجمل مثل "Adam told Greg that he needed to leave". يشير المتغير الحر "da" إلى أخر اسم تم ذكره، ويشير "de" إلى الاسم المذكور قبله، و "di" إلى الاسم الذي قبله، وهكذا. انظر مقارنة الجمل التالي:
- "La Adam pa vedma le negda la Greg i da gacpi" تعني «باع آدم البيضة إلى جريج؛ كان (جريج) سعيدًا».
- "La Adam pa vedma le negda la Greg i di gacpi" تعني «باع آدم البيضة إلى جريج؛ كان (آدم) سعيدا.»

تنطبق المتغيرات الحرة بالتساوي على الأشخاص من أي جنس أو كائنات الغير عاقلة؛ لا يوجد تمييز مشابه لذلك الذي بالغة العربية ك «هو» و «هي». وهذا ما يفسر سبب استخدام "di" بدلاً من "de" في المثال الثاني. ف "La Adam pa vedma le negda la Greg i de gacpi" تعني «آدم باع البيضة إلى جريج؛ كانت (البيضة) سعيدة.»

### حروف الربط
يوجد في لغة لوغلان عدة مجموعات من حروف الربط للتعبير عن أربعة عشر رابطًا منطقيًا ممكنًا. تُستخدم إحدى المجموعات لدمج التعابير الجمل الخبرية ("e" = "و"، "a" = "أو"، "o" = "فقط إذا")، ومجموعة أخرى تُستخدم لدمج الكلمات الخبرية لتشكيل كلمة خبرية أخرى أكثر تعقيدًا ("ce"، "ca"، "co"). الجملة "La Kim matma e sadji" تعني "إن كيم أم وهي حكيمة"، بينما "La Kim matma ce Sadji vedma" تعني "إن كيم أمومي وبائع حكيم"، أو "إن كيم بائع بشكل حكيم وأمومي". ويتم استخدام "ce" كما في الجملة الأخيرة لدمج "matma" و "sadji" في كلمة خبرية واحدة لتعدل "vedma". والجملة "La Kim matma e sadji vedma" استخدام "e" بدلاً من "ce" تعني أن كيم هي أم وتبيع بحكمة".
تعتمد الوصلات المنطقية الأخرى على الوصلات الأولية "e" و "a" و "o" بالإضافة إلى كلمة النفي "no". على سبيل المثال المعنى الضمني المنطقي يُشار إليه بكلمة "noa". ويتم اختيار الكلمة للتسهيل على المتحدث المنطقي فبِلغة الوغلان، مثل "A noa B" تكافيء منطقيًا لـ "no A a B" وتعني «ليس A ولا B». يجادل براون بأنه من الأسهل في لغة لوغلان أن يرى المتحدث أن جملتين مثل هاتين هما طريقتان مختلفتان لقول الشيء نفسه أكثر من الإنجليزية:
- "La Kim ga sadji noa fa vedma da." تعني «إذا كانت كيم حكيمة، سوف تبيعه.»
- "La Kim ga no sadji a fa vedma da." تعني «أن كيم ليست حكيمة، و/أو سوف تبيعه.»

أداة العطف "a" تعبر عن "أو الشاملة" أي أن أحد الخياريين صحيح أو كلاهما. أما للتعبير عن العلاقة «أو الحصرية» التي يكون فيها أحد البدائل صحيحة فقط، بحيث أنه لا يجب أن يكون الخيران صحيح بنفس الوقت، بكلمة مختلفة وهي "onoi". تم اختيار هذه الكلمة لتوضيح التكافؤ المنطقي لـ "A o no B" و "A onoi B":
- "Tu fa titci o no tu fa morce." تعني «أنك ستأكل فقط إذا لم تموت.»
- "Tu fa titci onoi tu fa morce." تعني «أنك ستأكل أو ستموت.»

يتم استخدام أداة ربط الخاصة "ze" لإنشاء كلمة خبرية «مختلطة» والتي قد تكون صحيحة حتى وإن لم تكن صحيحة لأي من الكلمات الخبرية المركبة. على سبيل المثال "Le negda ga nigro ze blabi" تعني «البيضة بيضاء وسوداء».هذه الجملة تكون صحيحة إذا كانت البيضة مخططة أو مرقطة؛ فهذا يعني أن البيضة لن تكون سوداء ولا بيضاء. من ناحية أخرى، فإن العبارة "Le Negda ga nigro e blabi" تدعي أن «البيضة سوداء وبيضاء أيضاً (بنفس الوقت)».

### مؤشرات المواقف
هناك مجموعة من الكلمات المستخدمة للتعبير عن المواقف في هذه اللغة اتجاه ما يكمن قوله والتي توصل القناعة والنية والواجب والعاطفة. تتبع هذه الكلمات ما تعديله ولكن عند استخدامها في بداية الجُمل فإنها تغير الجملة بأكملها. علي سبيل المثال:
- "Ae le matma pa sadji" تعني «أتمنى أن تكون الأم حكيمة.»
- "Ui le matma pa sadji" تعني «لحسن الحظ، كانت الأم حكيمة.»
- "Ou le matma pa sadji" تعني «لا يهم ما إذا كانت الأم حكيمة.»

## في الثقافة الشعبية
تم ذكر لغة لوغلان في عملان من الخيال العلمي: كتب روبرت أ. هينلين المعروفة، بما في ذلك كتاب «القمر عشيقة قاسية» وكتاب «رقم الوحش»، كتاب روبرت ريمر الطوباوي «أحبني غداً» (1978) و «ستانيسواف ليم» ورواية «بصوت سيده».
مخترع لغة لوغلان، جيمس كوك براون، كتب أيضًا رواية خيال علمي بعنوان «حادثة الترويكا» (1970) التي تستخدم عبارات من هذه اللغة لكنها تطلق عليها اسمًا مختلفًا، «بانلان».
تُستخدم لغة لوغلان بين الفصائل في لعبة لعب الأدوار FTL: 2448 كلغة رسمية.

## مجموعة أرشيفية
يمكن العثور على المواد المؤرشفة المتعلقة بإنشاء وتعليم لغة لوغلان، بما في ذلك البطاقات التعليمية وشروحات عن القواعد، في أوراق الإيمان ريتش الموجودة في مجموعات الخصاة من مكتبة شيكاغو العامة، شيكاغو، إلينوي.

## روابط خارجية
- الصفحة الرئيسية لمعهد لوغلان
- صفحة Loglan الخاصة براندال هولمز: تحتوي على الموارد والمشاريع الحالية.
- لوغلانديا. قناة دردشة على Discord تدعم تطوير Loglan.